# Diocesi di Caserta

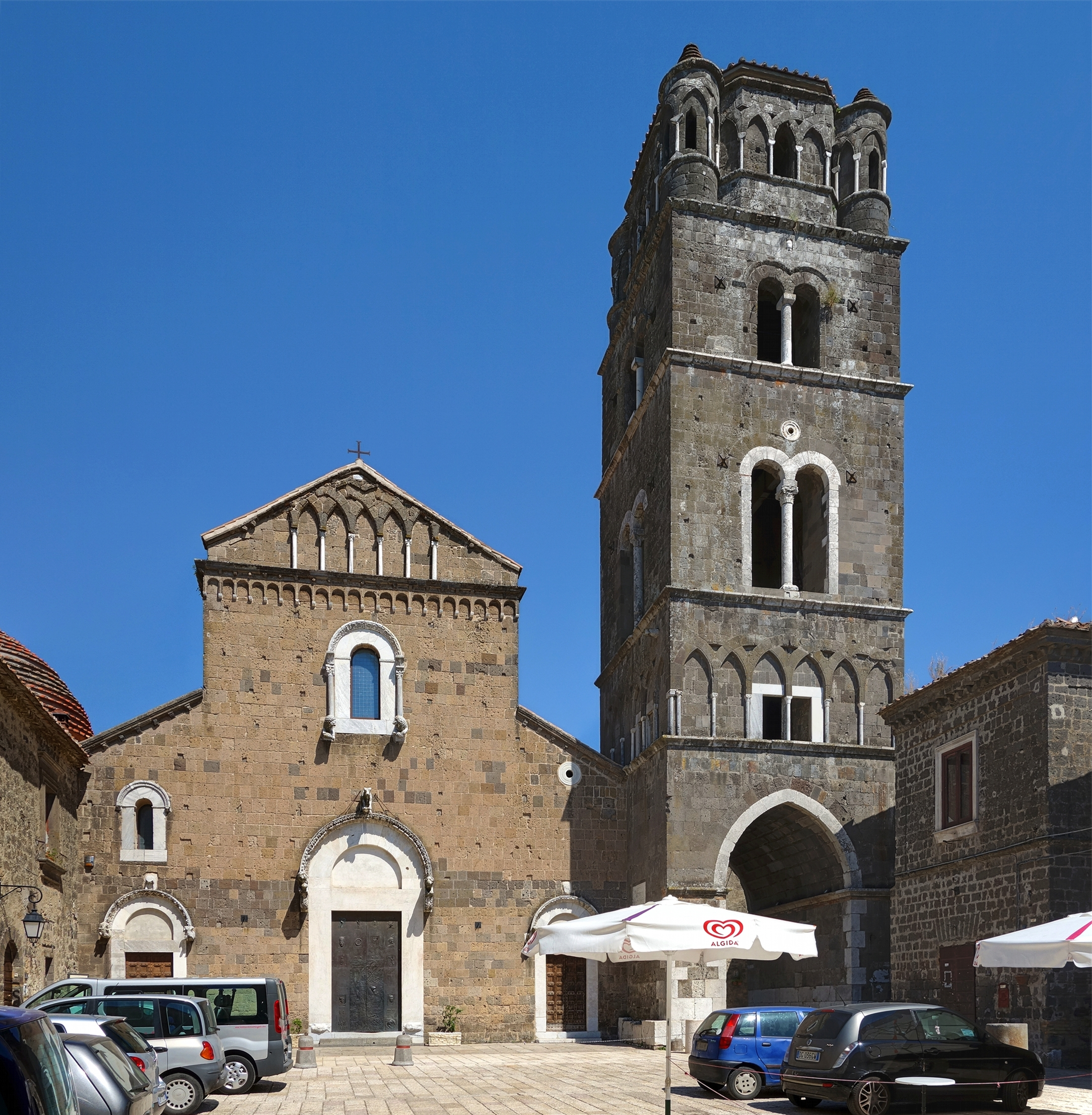
La chiesa di San Michele a Casertavecchia, cattedrale della diocesi fino al 1842.

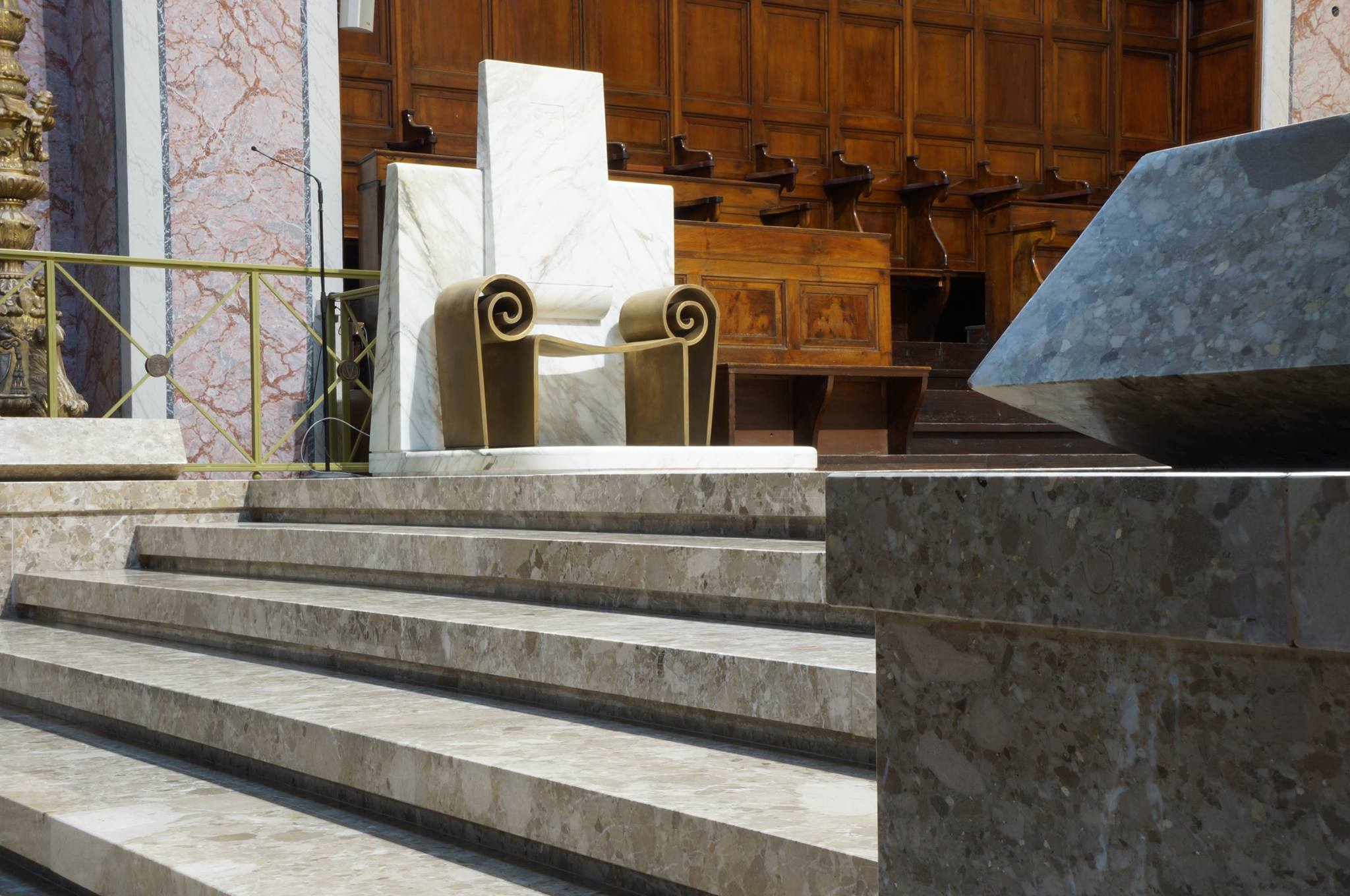
La cattedra.

La diocesi di Caserta (in latino Dioecesis Casertana) è una sede della Chiesa cattolica in Italia suffraganea dell'arcidiocesi di Napoli appartenente alla regione ecclesiastica Campania. Nel 2023 contava 201.800 battezzati su 209.000 abitanti. È retta dal vescovo Pietro Lagnese.

## Territorio
La diocesi comprende il comune di Limatola, in provincia di Benevento, e il territorio di alcuni comuni della provincia di Caserta: Caserta (ad eccezione delle località di Portico e di Ercole, appartenenti all'arcidiocesi di Capua), Capodrise, Maddaloni, Recale, San Marco Evangelista, San Nicola la Strada; parte dei comuni di Casagiove, Castel Morrone e Marcianise i cui territori sono condivisi con l'arcidiocesi di Capua; e la frazione La Vittoria nel comune di Cervino, per il resto sotto la diocesi di Acerra.
Confina con le diocesi di Alife-Caiazzo a nord, Cerreto Sannita-Telese-Sant'Agata de' Goti a nord est, Acerra a sud est, Aversa a sud ovest e l'arcidiocesi di Capua a ovest.
Sede vescovile è Caserta, dove si trova la cattedrale di San Michele Arcangelo; a Maddaloni sorge la basilica minore del Corpus Domini.
Il territorio si estende su 182 km² ed è suddiviso in 67 parrocchie, raggruppate in 5 foranie: Caserta centro, Caserta nordest, Casertavecchia, Maddaloni e Marcianise.

## Istituti religiosi
Nel 2018 operavano in diocesi i seguenti istituti religiosi:

### Istituti religiosi maschili
- Società salesiana di San Giovanni Bosco (Caserta)
- Ordine dei frati minori cappuccini (Ercole di Caserta)
- Congregazione del Santissimo Sacramento (Caserta)
- Ordine dei carmelitani scalzi (Maddaloni)
- Ordine dei frati minori conventuali (Maddaloni)
- Ordine dei frati minori (Marcianise)

### Istituti religiosi femminili
- Ancelle figlie di Santa Teresa del Bambino Gesù (Marcianise)
- Sorelle di Gesù Eucaristia e dei Poveri per l'Apostolato della Sofferenza (Capodrise)
- Suore degli Angeli, adoratrici della Santissima Trinità (Briano - Caserta)
- Istituto Mater Amabilis (Casagiove)
- Suore della carità di Santa Giovanna Antida Thouret (Caserta e Maddaloni)
- Suore delle divine vocazioni (Marcianise)
- Suore di San Carlo Lwanga (Caserta)
- Suore eucaristiche di San Vincenzo Pallotti (Caserta)
- Suore francescane dei Sacri Cuori (Marcianise)
- Figlie della Santa Vergine Immacolata di Lourdes (Caserta e Maddaloni)
- Suore missionarie catechiste del Sacro Cuore (Marcianise)
- Suore orsoline del Sacro Cuore di Maria (Caserta)
- Povere figlie della Visitazione di Maria Santissima (Maddaloni)
- Suore riparatrici del Sacro Cuore (Caserta)

## Storia
Le prime notizie certe sulla diocesi risalgono al XII secolo: in una bolla dell'arcivescovo di Capua Senne (o Sennete), datata 1113, venne confermata la giurisdizione perpetua del suo suffraganeo - il vescovo Rainulfo - e dei suoi successori sulle 133 chiese della diocesi di Caserta, di cui si circoscrivevano i confini. Nello stesso documento si fa riferimento a dei predecessori di Rainulfo, indizio che farebbe pensare a un'origine più antica della diocesi.
Si ritiene infatti che a Caserta si erano trasferiti i vescovi della diocesi di Calatia per sfuggire ai saccheggi dei Saraceni che avevano portato alla distruzione della città nell'880. La conferma di una continuità tra le due sedi vescovili è in un diploma del 1158 conservato nell'abbazia di Cava e nel quale il vescovo Giovanni di Caserta donava all'abbazia le chiese di Santa Maria e di San Marciano a Cervino e imponeva l'obbligo all'abate di riconoscere di aver ricevute le due chiese "a Casertana seu a Calatina Ecclesia". Inoltre il suo predecessore, Nicola I è denominato Episcopus Kalatus nel memoriale di Notar De Zibullis.
La bolla di Senne circoscriveva in modo preciso i limiti della diocesi casertana, che, oltre al territorio di Calatia, comprendeva anche la contea di Caserta, che in precedenza faceva parte della sede capuana. «Dalla bolla e dai successivi documenti del 1158 e del 1208, si evincono i confini geografici della diocesi, che erano delimitati a nord dal Volturno, a sud dal Clanio e dal reticolo di rigagnoli denominato poi Regi Lagni, a ovest dal monte Cupo e ad est dal torrente Biferchia, dal rio del Colle Serqua Cupa e dal monte Longano.»
Nell'abitato oggi noto come Casertavecchia fu iniziata, sotto l'episcopato di Rainulfo nel 1113, la costruzione dell'antica cattedrale romanica di San Michele Arcangelo, che fu consacrata dal vescovo Giovanni I nel 1153. Casertavecchia divenne il principale centro religioso della diocesi, con la costruzione di altre chiese e del palazzo vescovile.
Nel corso del XIII secolo crebbero la potenza e il prestigio dei vescovi di Caserta, in particolare per l'alleanza della Chiesa con gli Angioini, mentre la feudalità locale rimaneva fedele agli Svevi, fino a quel momento dominatori del Mezzogiorno. A farne le spese fu il vescovo Giovanni Gayto, la cui elezione fu cassata per aver prestato giuramento al conte Corradello di Caserta, la cui azione, proprio a causa dell'alleanza con gli Hohenstaufen, era ostacolata ad ogni costo. Il vescovo Filippo invece, che si rifiutò di prestare giuramento a Corradello, fu costretto a fuggire da Caserta e a rifugiarsi a Napoli alla corte di Carlo I d'Angiò.
La potenza dei vescovi di Caserta prosperò anche grazie alla concessione di importanti privilegi, in particolare il diritto di riscossione di tributi e delle decime, confermate da Carlo d'Angiò nel 1270, e il diritto di esercitare la giustizia civile. Questi privilegi furono causa di aspri scontri con i feudatari locali, che si rifiutavano di pagare alla Chiesa le decime e altre tasse. Il vescovo Nicola Flure il 1º dicembre 1285 fece murare sulla parete sud della cattedrale un'epigrafe in marmo comminante una scomunica per coloro che pregiudicavano il diritto di proprietà della diocesi sui mulini e sulle proprietà diocesane. Il successore Azzone da Parma dovette affrontare una lunghe controversie con i conti Caetani, nuovi signori di Caserta, per difendere i suoi diritti e quelle della Chiesa; nel 1304 Carlo II d'Angiò confermò i diritti di Azzone.
A partire dal XIV secolo Casertavecchia, arroccata sul monte, perse d'importanza, a favore delle zone pianeggianti, dove si svilupparono nuovi centri abitati. I conti casertani si erano ormai trasferiti nel villaggio di Torre, primo nucleo della futura Caserta, chiamata nuova per distinguerla dall'antico centro comitale e vescovile. Anche i vescovi preferivano risiedere altrove e, a partire dalla fine del Cinquecento, a Falciano, dove possedevano il palazzo della Cavallerizza, donato dal re Ferdinando I di Napoli al vescovo Giovanni Leoni Gallucci (1476-1493).
Il Cinquecento è l'epoca del diffondersi delle idee luterane, che videro nella napoletano e nel casertano l'azione di diversi riformatori, tra cui Gian Francesco Alois, condannato come eretico nel 1565. La Chiesa rispose con la convocazione del concilio di Trento, dove fu ribadita e puntualizzata la dottrina cattolica e furono prese misure per riformare la Chiesa cattolica. Al concilio prese parte il vescovo casertano Agapito Bellomo, che, al suo ritorno in patria, fondò, tra i primi in Italia, il seminario vescovile, eretto a Casertavecchia tra il 1567 e il 1573. Allo stesso Bellomo si deve anche la prima visita pastorale della diocesi nel 1587 e tre anni dopo la celebrazione del sinodo.
L'opera di attuazione dei decreti di riforma tridentini fu continuata dai successori di Bellomo, Benedetto Mandina (1594-1604) e Diodato Gentile (1604-1616). Il primo fu un membro del collegio dell'Inquisizione: come tale fu presente alla lettura della sentenza di morte di Giordano Bruno ed era tra i giudici del processo contro Tommaso Campanella; in una sua relazione per la visita ad limina del 1594, manifesta ancora preoccupazione per la presenza di seguaci della "setta dei Calvinisti e dei Luterani" nella sua diocesi. Al Mandina si deve anche una energica azione contro gli abusi del clero, ed in particolare dei religiosi, mentre risultarono vani i tentativi per una razionalizzazione nella distribuzione delle parrocchie tra l'arcidiocesi capuana e la sede casertana.
All'inizio del XVII secolo, durante l'episcopato di Diodato Gentile, la residenza vescovile fu formalmente e definitivamente trasferita nell'odierna frazione di Falciano, vicino all'attuale nucleo di Caserta, nel palazzo della Cavallerizza, mentre il capitolo dei canonici, la cattedrale e il seminario rimasero a Casertavecchia. Fu questo un secolo opaco per la diocesi, segnato da frequenti incomprensioni tra i vescovi e il capitolo, dal degrado economico e dalla peste del 1656 che decimò la popolazione.
Un riscatto si ebbe agli inizi del Settecento, con il vescovo Giuseppe Schinosi (1696-1734) il quale, conscio dei problemi e delle difficoltà dei suoi fedeli, cercò di combattere l'estrema povertà e le pratiche pseudo-religiose, molto diffuse, con una serie di iniziative per migliorare le condizioni sociali e religiose; tra queste meritano particolare menzione l'istituzione di missioni popolari con l'aiuto di missionari esterni alla diocesi; la fondazione a Falciano di un collegio, chiamato "seminario maggiore", dove insegnarono illustri professori; la fondazione di una biblioteca diocesana aperta anche ai laici; la rivitalizzazione di antichi centri monastici, tra cui il convento di Sant'Agostino, affidato alle domenicane.
Momento importante per la storia della diocesi fu la fondazione della reggia di Caserta, voluta da Carlo di Borbone, la cui prima pietra fu posta il 20 gennaio 1752. Attorno alla reggia si formò la nuova città di Caserta, attraverso l'assorbimento di precedenti centri abitati, tra cui Torre. Nuovi edifici furono costruiti, tra cui anche diverse chiese; con la restaurazione post-napoleonica, Torre assunse ufficialmente il nome di Caserta, e questo fu un ulteriore duro colpo per l'antica Casertavvecchia.
Agli inizi dell'Ottocento, a seguito del concordato di Terracina tra papa Pio VII e Ferdinando I di Borbone, con la bolla De utiliori del 27 giugno 1818, il Pontefice soppresse la diocesi di Caiazzo e ne accorpò il territorio a quella di Caserta; tuttavia il 16 dicembre 1849 papa Pio IX ristabilì la sede vescovile caiatina e il suo distretto venne nuovamente separato dalla diocesi di Caserta.
Il 15 luglio 1841, in forza della bolla Inter apostolicae di papa Gregorio XVI, la cattedra vescovile venne traslata da Casertavecchia alla città nuova, in un edificio fatto edificare dai Borboni sul sito della vecchia chiesa gotica dell'Annunciata. Nello stesso periodo la tenuta vescovile di Falciano fu ceduta a Ferdinando II.
In fuga dallo Stato pontificio, la notte di Natale del 1849 Caserta vide la presenza di papa Pio IX, che celebrò la messa nella cappella palatina della reggia.
Lo sviluppo urbano di Caserta si arrestò con l'Unità d'Italia: della progettata cittadella religiosa, che avrebbe dovuto includere la cattedrale, il seminario e il palazzo vescovile, solo il palazzo vescovile era stato completato. Nel XX secolo il progetto fu definitivamente abbandonato e il sontuoso palazzo fu abbandonato dal vescovo Bartolomeo Mangino e ceduto dal vescovo Vito Roberti. Nel 1860 i due seminari, quello di Casertavecchia e quello di Falciano voluto dal vescovo Schinosi, furono riuniti in un nuovo edificio, nell'antico convento dei carmelitani.
Il 30 aprile 1979, insieme con l'arcidiocesi di Capua, Caserta divenne suffraganea dell'arcidiocesi di Napoli.
Dall'11 dicembre 2023 è unita in persona episcopi all'arcidiocesi di Capua.

## Istituzioni culturali diocesane
L'archivio storico diocesano è stato dichiarato nel 2006 dal Ministero per i beni e le attività culturali di notevole interesse storico. È costituito di due fondi principali: il fondo del Capitolo della Cattedrale di Caserta e il fondo della Curia vescovile di Caserta. Quest'ultimo comprende documenti a partire dal XIV secolo ed è costituito in particolare dai fondi della mensa vescovile, del seminario, di alcune parrocchie e confraternite della diocesi. L'archivio del Capitolo della Cattedrale è costituito da 9 serie, tra cui carteggi e atti, beni del Capitolo, libri contabili e libri di messe.
La biblioteca del Seminario vescovile di Caserta, voluta dal vescovo Giuseppe Schinosi all'inizio del Settecento, ha sede nel palazzo vescovile, come l'archivio storico; è costituito da un consistente patrimonio librario di circa 12.000 volumi a stampa, la maggior parte dei quali pubblicati prima del XVIII secolo. Il fondo librario è prevalentemente di carattere teologico, specializzato in patristica e patrologia; fanno parte della biblioteca anche libri di storia locale e di riviste diocesane estinte.
Agli inizi degli anni Duemila è stato istituito il museo diocesano, che ha sede nell'ex chiesa del Santissimo Redentore; esso è composto da circa 200 opere, in prevalenza da paramenti sacri, arredi liturgici, dipinti, ex voto e sculture provenienti dalle varie chiese della diocesi. Tra i reperti più antichi vi sono alcuni reperti archeologici, frammenti scultorei dell'XI e XII secolo, e lapidi del XV e XVII secolo.

## Cronotassi dei vescovi
Si omettono i periodi di sede vacante non superiori ai 2 anni o non storicamente accertati.
- Rainulfo † (attestato dal 1113 al 1126)[19]
- Nicola † (attestato nel 1130)
- Giovanni I † (attestato dal 1153 al 1164)
- Porfirio † (attestato dal 1178 al 1183)[20]
- Stabile † (documentato nel 1208)[21]
  - Gerolamo † (attestato dal 1217 al 1219) (intruso)[22]
- Andrea de Capua † (attestato dal 1221 al 1240)[23]
- Ruggero de Caserta (1241 - 9 marzo 1264 deceduto)[24]
  - Sede vacante (1264 - 1267)[25]
  - Giovanni Gayto (1267) (vescovo eletto)[26]
- Filippo, O.F.M. † (gennaio 1268 - dopo il 1274)[27]
- Nicola Flure † (attestato dal 1277 al 1286)[28]
- Azzone da Parma † (prima del 1289 - 11 febbraio 1310 deceduto)[29]
- Antonio, O.F.M. † (attestato dal 1310 al 1319)[30]
- Benvenuto de Milo † (attestato nel 1322 - circa 1343 deceduto)[31]
- Nicola di Sant'Ambrogio, O.F.M. † (14 giugno 1344 - 23 marzo 1351 nominato vescovo di Sant'Agata de' Goti)[32]
- Giacomo Martono † (23 marzo 1351 - ? deceduto)[33]
- Nicola Solimene † (16 giugno 1374 - ? deceduto)[34]
  - Lisulo † (antivescovo eletto)
  - Giovanni de Achillo † (23 dicembre 1394 - ?) (antivescovo)[35]
- Ludovico de Lando † (attestato dal 1397 al 1403)[36]
- Logerio o Rogerio † (1413 - 1415 deceduto)
- Giovanni Acresta, O.P. † (28 aprile 1415 - circa 1450 deceduto)
- Stefano de Raho † (1450 - ?)
- Giovanni II † (attestato nel 1456)[37]
- Francesco (Cecco) da Pontecorvo, O.F.M. † (5 novembre 1459 - giugno 1476 deceduto)[38]
- Giovanni Leoni Gallucci † (23 dicembre 1476 - 23 agosto 1493 nominato vescovo dell'Aquila)
- Giovanni Battista Petrucci † (18 ottobre 1493 - 1514 deceduto)
- Giovanni Battista Bonciani † (29 ottobre 1514 - 1532 deceduto)
- Pierre Lambert † (10 febbraio 1533 - 1541 deceduto)
- Girolamo Verallo † (4 ottobre 1541 - 14 novembre 1544 nominato vescovo di Rossano)
- Girolamo Dandino † (14 novembre 1544 - 17 maggio 1546 nominato vescovo di Imola)
- Marzio Cerbone † (27 maggio 1546 - 1549 deceduto)
- Bernardino Maffei † (7 giugno 1549 - 9 novembre 1549 nominato arcivescovo di Chieti)
- Federico Cesi † (9 novembre 1549 - 14 luglio 1550 dimesso)[39]
- Antonio Bernardo de Mirandola † (12 febbraio 1552 - 1554 dimesso)
- Agapito Bellomo † (5 dicembre 1554 - 1594 deceduto)
- Benedetto Mandina, C.R. † (31 gennaio 1594 - 2 luglio 1604 deceduto)
- Deodato Gentile, O.P. † (9 luglio 1604 - 1616 deceduto)
- Antonio Diaz † (18 maggio 1616 - prima del 31 marzo 1626 dimesso)
- Giuseppe da Cornea (o Della Corgna), O.P. † (27 maggio 1626 - 22 settembre 1636 nominato vescovo di Squillace)
- Fabrizio Suardi † (9 febbraio 1637 - aprile 1638 deceduto)[40]
- Antonio Ricciulli † (7 febbraio 1639 - 27 novembre 1641 nominato arcivescovo di Cosenza)
- Bruno Sciamanna † (10 marzo 1642 - 1646 deceduto)[41]
- Bartolomeo Crisconio † (6 maggio 1647 - 16 aprile 1660 deceduto)
- Giambattista Ventriglia † (20 settembre 1660 - 23 dicembre 1662 deceduto)
- Giuseppe de Ausilio † (2 luglio 1663 - 28 luglio 1668 deceduto)
- Bonaventura Cavallo, O.F.M. † (10 dicembre 1668 - 10 giugno 1689 deceduto)
- Ippolito Berarducci, O.S.B. † (8 maggio 1690 - 25 settembre 1695 deceduto)[42]
- Giuseppe Schinosi † (20 febbraio 1696 - 14 settembre 1734 deceduto)
- Ettore de Quarto † (17 novembre 1734 - 10 maggio 1747 deceduto)
- Antonio Falangola † (29 maggio 1747 - 25 marzo 1761 deceduto)
- Gennaro Maria Albertini, C.R. † (13 luglio 1761 - 26 maggio 1766 deceduto)
- Nicola Filomarino, O.S.B.Coel. † (31 agosto 1767 - 4 settembre 1781 deceduto)
- Domenico Pignatelli di Belmonte, C.R. † (25 febbraio 1782 - 29 marzo 1802 nominato arcivescovo di Palermo)
  - Sede vacante (1802 - 1805)
- Vincenzo Rogadei † (26 giugno 1805 - 15 marzo 1816 deceduto)
- Francesco Saverio Gualtieri † (6 aprile 1818 - 15 giugno 1831 deceduto)
- Domenico Narni Mancinelli † (24 febbraio 1832 - 17 aprile 1848 deceduto)
- Vincenzo Rozzolino † (28 settembre 1849 - 10 novembre 1855 deceduto)
- Enrico de' Rossi † (16 giugno 1856 - 12 giugno 1893 dimesso)
- Gennaro Cosenza † (12 giugno 1893 - 4 marzo 1913 nominato arcivescovo di Capua)
- Mario Palladino † (4 giugno 1913 - 17 ottobre 1921 deceduto)
- Natale Gabriele Moriondo, O.P. † (19 maggio 1922 - 1º giugno 1943 dimesso)[43]
- Bartolomeo Mangino † (18 febbraio 1946 - 26 maggio 1965 deceduto)
- Vito Roberti † (15 agosto 1965 - 6 giugno 1987 ritirato)
- Francesco Cuccarese † (6 giugno 1987 - 21 aprile 1990 nominato arcivescovo di Pescara-Penne)
- Raffaele Nogaro (20 ottobre 1990 - 25 aprile 2009 ritirato)
- Pietro Farina † (25 aprile 2009 - 24 settembre 2013 deceduto)
- Giovanni D'Alise † (21 marzo 2014 - 4 ottobre 2020 deceduto)[44]
- Pietro Lagnese, dal 19 dicembre 2020

## Santi, beati, venerabili e servi di Dio della diocesi
- Sant'Augusto di Caserta[45]
- Beato Bonaventura da Potenza[46]
- Beata Maria Serafina del Sacro Cuore[47]
- Beato Modestino di Gesù e Maria[48]
- Beata Teresa Grillo Michel[49]
- Venerabile Carlo Carafa[50]
- Venerabile Giacomo Gaglione[51]
- Servo di Dio Luigi Raineri[52]

## Statistiche
La diocesi nel 2023 su una popolazione di 209.000 persone contava 201.800 battezzati, corrispondenti al 96,6% del totale.
| anno | popolazione | popolazione | popolazione | presbiteri | presbiteri | presbiteri | presbiteri                | diaconi | religiosi | religiosi | parrocchie |
| anno | battezzati  | totale      | %           | numero     | secolari   | regolari   | battezzati per presbitero | diaconi | uomini    | donne     | parrocchie |
| ---- | ----------- | ----------- | ----------- | ---------- | ---------- | ---------- | ------------------------- | ------- | --------- | --------- | ---------- |
| 1950 | 108.643     | 108.700     | 99,9        | 148        | 108        | 40         | 734                       |         | 26        | 162       | 52         |
| 1956 | 101.185     | 101.236     | 99,9        | 130        | 92         | 38         | 778                       |         | 38        | 168       | 53         |
| 1969 | 130.700     | 131.000     | 99,8        | 125        | 82         | 43         | 1.045                     |         | 51        | 156       | 47         |
| 1980 | 144.000     | 146.000     | 98,6        | 119        | 75         | 44         | 1.210                     | 1       | 51        | 160       | 60         |
| 1990 | 193.000     | 196.000     | 98,5        | 99         | 65         | 34         | 1.949                     | 2       | 36        | 132       | 62         |
| 1999 | 206.000     | 208.000     | 99,0        | 96         | 66         | 30         | 2.145                     | 10      | 31        | 173       | 62         |
| 2000 | 206.000     | 208.000     | 99,0        | 98         | 66         | 32         | 2.102                     | 10      | 33        | 163       | 62         |
| 2001 | 217.000     | 220.000     | 98,6        | 102        | 68         | 34         | 2.127                     | 17      | 35        | 151       | 63         |
| 2002 | 219.000     | 222.000     | 98,6        | 98         | 67         | 31         | 2.234                     | 24      | 32        | 151       | 64         |
| 2003 | 215.000     | 220.000     | 97,7        | 99         | 67         | 32         | 2.171                     | 29      | 37        | 163       | 64         |
| 2004 | 215.000     | 220.000     | 97,7        | 100        | 68         | 32         | 2.150                     | 29      | 42        | 163       | 64         |
| 2006 | 190.000     | 200.000     | 95,0        | 112        | 68         | 44         | 1.696                     | 33      | 47        | 163       | 66         |
| 2013 | 202.700     | 214.000     | 94,7        | 119        | 75         | 44         | 1.703                     | 44      | 47        | 153       | 66         |
| 2016 | 206.900     | 218.400     | 94,7        | 103        | 70         | 33         | 2.008                     | 43      | 35        | 150       | 67         |
| 2019 | 192.000     | 210.000     | 91,4        | 91         | 66         | 25         | 2.109                     | 40      | 30        | 232       | 65         |
| 2021 | 204.590     | 210.100     | 97,4        | 90         | 65         | 25         | 2.273                     | 40      | 30        | 96        | 67         |
| 2023 | 201.800     | 209.000     | 96,6        | 91         | 67         | 24         | 2.217                     | 37      | 31        | 87        | 67         |

### Per la cronotassi
- (LA) Ferdinando Ughelli, Italia sacra, vol. VI, seconda edizione, Venezia, 1720,  coll. 483–531.
- Diocesi di Caserta, Cronologia dei vescovi casertani, Società di Storia Patria di Terra di Lavoro, 1984
- Tommaso Laudando, Storia dei Vescovi della Diocesi di Caserta, ristampa a cura della Biblioteca del Seminario Vescovile di Caserta, Caserta, 1996
- (LA) Pius Bonifacius Gams, Series episcoporum Ecclesiae Catholicae, Graz, 1957,  pp. 870–871.
- (LA)  Konrad Eubel, Hierarchia Catholica Medii Aevi, vol. 1, p. 169; vol. 2, p. 119; vol. 3, pp. 155–156; vol. 4, p. 138; vol. 5, p. 146; vol. 6, p. 152.